# Vérificateur général du Québec
Ne doit pas être confondu avec Vérificateur général de Montréal ou Vérificateur général du Canada.
Le vérificateur général du Québec est une personne ayant pour mission de favoriser le contrôle parlementaire sur les fonds et autres biens publics.  
La fonction a été créée un an après l'apparition de l'Assemblée Nationale du Québec.  
Il est nommé par l'Assemblée nationale du Québec suivant la proposition faite par le premier ministre du Québec et adoptée par au moins les deux tiers de ses membres .  
Le vérificateur général du Québec est en place pour un mandat non renouvelable de 10 ans. 
En 2020, les services du vérificateur général du Québec disposaient d'un effectif de 299 employés.

## Titulaires
Le 26 février 2015, les députés de l’Assemblée nationale du Québec ont adopté à l’unanimité la proposition relative à la nomination de Guylaine Leclerc à titre de vérificatrice générale du Québec pour un mandat de 10 ans. Celle-ci est entrée en fonction le 16 mars 2015.
Le vérificateur général du Québec précédent était Renaud Lachance. Il a exercé cette fonction du 16 juin 2004 jusqu'au 30 novembre 2011. 
Quant à Michel Samson, il a exercé la fonction de façon intérimaire du 30 novembre 2011 au 12 mars 2015.